# Фрейздорф, Николай
Николай Фрейздорф (род. 14 мая 1954, Душанбе, Таджикистан) — таджикский, советский футболист, старший тренер юношеской сборной Таджикистана 1969 г.рож. и 1978 г.рож.

## Биография
Заниматься футболом начал с 9 лет в ДСШ-5 г Душанбе, затем переименованной в СДЮСШОР при Спорт комитете Тадж ССР. Первый тренер В. М. Хлебников. Затем играл в юношеских сборных Таджикистана. Участник зональных юношеских соревнований СССР- Кубков «Юность», «Надежда» и «Спартакиада школьников СССР», под руководством тренеров Э. Ф. Коробова, В. М. Хлебникова, Г. Г. Колотова. Не однократный чемпион Тадж ССР по футболу среди юношей 1953-54 г р. После окончания школы продолжил учёбу В ТТФК (Тадж техникум физической культуры) 1970-73г. Во время учёбы играл за футбольную команду ТТФК в Первенстве Тадж ССР среди взрослых команд. По окончании ТТФК пошёл служить в армию. Служил в спорт роте 1973-75г. Во время службы дважды участвовал в Первенстве КЗДО (Красно-Знаменного Дальневосточного Округа)по футболу, серебряный призёр этих соревнований в 1974, в г Уссурийск.

## Тренерская карьера
Окончив службу в СА, начал работать тренером в СДЮСШОР, где проработал с 1975 до 1982 г., в 1978 году начал работать старшим тренером спецкласса 1965 г.р.
После выпуска спецкласса перешел на работу в РОШИСП (Республиканская общеобразовательная школа спортивного профиля) или просто спортинтернат. Работал старшим тренером со сборной командой Таджикской ССР 1969 г р. В месте с которой участвовал как старший тренер в юношеских соревнованиях первенства СССР:- Кубков «Юность», «Надежда», зональные первенства СССР среди спортинтернатов. В РОШИСП проработал с 1982 по 1986 г. Была присвоена II вторая тренерская категория. В 1982 году сб Тадж ССР 1964-65 г.р. участвуя в первенстве СССР среди молодежи до 18 лет «Молодежные игры» заняла II место и стала серебряным призёром этих игр. В связи с этим была присвоена I первая тренерская категория. В 1985-91г учёба в ТИФК (Таджикский институт физической культуры) заочное отделение.
После окончания работы в РОШИСП, перешёл на работу в ДЮСШ. В 1989 году был назначен вторым тренером сб Тадж ССР для участия в зональных соревнованиях «Спартакиада школьников» СССР для игроков 1972 г р. в городе Ереван, Армянской ССР. Это были последние подобные соревнования в СССР. Затем работал старшим тренером с юношеской сборной Таджикистана 1978 г р. В 1991 году в г Нуреке прошло первенство Средней Азии и Казахстана для команд 1978 г р, где сборная Таджикистана заняла II второе место, став серебряным призёром этих соревнований. Фрейздорф Николаю приказом спорт комитета Таджикистана была повторно присвоена I первая тренерская категория.
После распада СССР в ноябре 1992 года переехал на постоянное место жительства в г Вильнюс, ЛИТВА.
В декабре 1992 был принят на работу главным тренером в FC «Lietuvos Makabi» А лига Литва, где проработал сезон 1993 года.
В 1997-98 г. работал тренером в составе тренеров FC «Zalgiris» A лига, Литва.
В 2003-04 г работал вторым тренером в FC «Vilnius» А лига ,Литва.
В 2004 г. окончил квалификационные курсы тренеров по футболу при LFF. По окончании курсов была присвоена «А» категория UEFA.